# 兰州铁路枢纽北环线
兰州铁路枢纽北环线是中国铁路兰州局集团有限公司下属的一条铁路线，位于中华人民共和国甘肃省兰州市，全长111.5公里（单线），于2012年12月18日正式开通运营。

## 建设始末
由于20世纪90年代及以前的兰州铁路枢纽悉位于黄河南岸，从铁路之长远发展来看，彼时的兰州铁路枢纽并不能满足未来的客货运输需要。因此自1996年开始，兰州铁路局与铁一院便展开了兰州铁路枢纽的规划设计。历经诸般调查勘测，2006年1月至2月，有关部门确定了兰州北站等枢纽设施的选址，同年开工。2008年8月29日，国家发改委批复了《新建兰州至重庆铁路可行性研究报告》，同意新建兰渝铁路，兰州枢纽北环线及兰州北编组站亦作为相关工程亦被批复。

## 线路

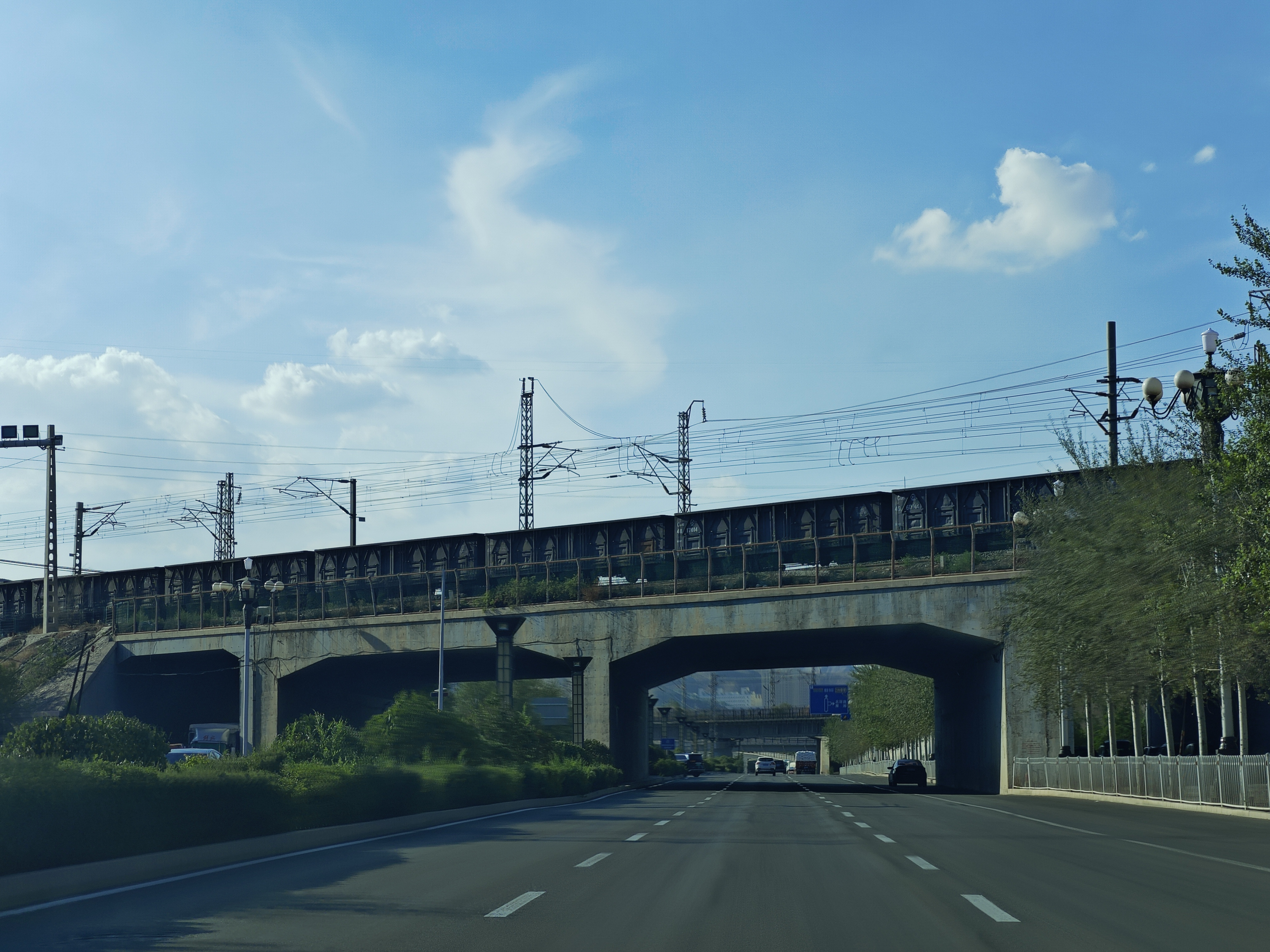
北环线横跨109国道

兰州铁路枢纽北环线穿越兰州市黄河两岸三区两县（城关区、安宁区、西固区及榆中县、皋兰县）。线路自既有陇海铁路桑园子站岔出，跨黄河后在青白石乡新设青白石站。而后跨越包兰线并于大沙坪设大沙坪站，利用隧道穿越仁寿山后于沙井驿设兰州北编组站。出站后线路再次跨过黄河，最后接入既有石岗站，客货车辆可由此汇入既有兰新铁路。

## 南坡坪黄河特大桥
南坡坪黄河特大桥是兰州铁路枢纽北环线合龙的第一座连续梁桥（铁路桥），全长597.8米，于2009年7月26日开工建设，2010年9月3日实现主跨合龙。